# Marzena Okła-Drewnowicz
Marzena Okła-Drewnowicz (ur. 20 maja 1972 w Skarżysku-Kamiennej) – polska polityk, samorządowiec, działaczka społeczna, posłanka na Sejm VI, VII, VIII, IX i X kadencji (od 2007), wiceprzewodnicząca Platformy Obywatelskiej (od 2021), minister do spraw polityki senioralnej w trzecim rządzie Donalda Tuska (2023–2025), sekretarz stanu w Kancelarii Prezesa Rady Ministrów (od 2025).

## Życiorys
Ukończyła studia z zakresu socjologii na Wydziale Nauk Społecznych Katolickiego Uniwersytetu Lubelskiego (1996) oraz studia podyplomowe z organizacji pomocy społecznej w Wyższej Szkole Handlowej w Kielcach (2002).
Początkowo pracowała w rejonowym urzędzie pracy, następnie w latach 1998–2007 była zastępcą dyrektora Miejskiego Ośrodka Pomocy Społecznej w Skarżysku-Kamiennej. Pracowała także jako nauczyciel m.in. w Zakładzie Doskonalenia Zawodowego oraz wykładowca w Centrum Kształcenia Pracowników Służb Społecznych. Kierowała miejskimi strukturami Towarzystwa Przyjaciół Dzieci, zakładała też lokalne organizacje. W wyborach samorządowych w 2002 bez powodzenia ubiegała się o mandat radnej sejmiku świętokrzyskiego z listy koalicji POPiS. W 2006 została wybrana do tego gremium z ramienia Platformy Obywatelskiej.
W wyborach parlamentarnych w 2007 uzyskała mandat poselski z listy PO. Kandydując w okręgu kieleckim, otrzymała 7151 głosów. W Sejmie zasiadała w Komisji Polityki Społecznej.
W czerwcu 2009 po rozwiązaniu świętokrzyskich struktur Platformy Obywatelskiej, kierowanych od września 2008 przez senatora Michała Okłę, została komisarzem tego regionu. Funkcję tę pełniła do maja 2010, kiedy to została wybrana na przewodniczącą regionu świętokrzyskiego PO. W wyborach w 2011 z powodzeniem ubiegała się o poselską reelekcję, dostała 34 745 głosów.
W 2015 została ponownie wybrana do Sejmu, otrzymując 13 019 głosów. W Sejmie VIII kadencji została zastępcą przewodniczącego Komisji Polityki Społecznej i Rodziny oraz członkinią Komisji Polityki Senioralnej. W gabinecie cieni Platformy Obywatelskiej objęła stanowisko wiceszefa gabinetu do spraw polityki senioralnej.
W maju 2017 zrezygnowała z funkcji przewodniczącej regionu świętokrzyskiego PO. W wyborach w 2019 z powodzeniem ubiegała się o poselską reelekcję, kandydując z ramienia Koalicji Obywatelskiej i otrzymując 15 532 głosy. W grudniu 2021 została wiceprzewodniczącą Platformy Obywatelskiej. W 2023 została wybrana do Sejmu X kadencji (z wynikiem 64 990 głosów). W IX kadencji ponownie była wiceprzewodniczącą Komisji Polityki Społecznej i Rodziny, a w X kadencji została wiceprzewodniczącą Komisji Polityki Senioralnej.
12 grudnia 2023 Sejm X kadencji wybrał ją na urząd ministra do spraw polityki senioralnej w trzecim rządzie Donalda Tuska. Następnego dnia została przez prezydenta RP Andrzeja Dudę powołana na to stanowisko. W styczniu 2024 została powołana przez prezydenta w skład Rady Dialogu Społecznego. Stanowisko ministra zajmowała do 24 lipca 2025. W tym samym miesiącu objęła stanowisko sekretarza stanu w Kancelarii Prezesa Rady Ministrów.

## Wyniki w wyborach ogólnopolskich
| Wybory | Komitet wyborczy   | Komitet wyborczy      | Organ            | Okręg | Wynik          |
| ------ | ------------------ | --------------------- | ---------------- | ----- | -------------- |
| 2007   |                    | Platforma Obywatelska | Sejm VI kadencji | nr 33 | 7151 (1,48%)   |
| 2011   | Sejm VII kadencji  | Platforma Obywatelska | 34 745 (8,03%)   | nr 33 |                |
| 2015   | Sejm VIII kadencji | Platforma Obywatelska | 13 019 (2,78%)   | nr 33 |                |
| 2019   |                    | Koalicja Obywatelska  | Sejm IX kadencji | nr 33 | 15 532 (2,73%) |
| 2023   | Sejm X kadencji    | Koalicja Obywatelska  | 64 990 (9,86%)   | nr 33 |                |